# Кеттенус, Алоис
Алоис Кетте́нус (нидерл. Aloys Kettenus; 22 февраля 1823, Вервье — 3 октября 1896, Лондон) — бельгийский скрипач, дирижёр и композитор.
Начал учиться игре на скрипке у своего дяди, выступал в городских концертах с восьмилетнего возраста. Окончив Льежскую консерваторию, в 17 лет получил место концертмейстера в оркестре Ахена. Затем выступал в Кёльне, Майнце, Кобленце и Франкфурте-на-Майне, пока не обосновался в 1845 г. в Мангейме, заняв место концертмейстера в придворном оркестре герцога Баденского. Одновременно Кеттенус изучал композицию у Винценца Лахнера и, в свою очередь, преподавал скрипку юному Жану Беккеру. С 1854 г. по большей части жил и работал в Великобритании, в том числе играя в Оркестре Халле и в оркестре Итальянской оперы в Лондоне. В 1868—1869 гг. непродолжительное время возглавлял лондонский Театр «Гэйети», но вынужден был уступить своё место Мейеру Лутцу. Автор оперы «Стелла Монти» (1862, театр Ла Монне), концерта для скрипки с оркестром, концертино для четырёх скрипок с оркестром и других сочинений.